# (31462) Brchnelova
1999 CW22 (asteroide 31462) é um asteroide da cintura principal. Possui uma excentricidade de 0.07973120 e uma inclinação de 3.45304º.
Este asteroide foi descoberto no dia 10 de fevereiro de 1999 por LINEAR em Socorro.